# Strophurus congoo
Strophurus congoo — вид геконоподібних ящірок родини диплодактилідів (Diplodactylidae). Ендемік Австралії. Описаний у 2016 році.

## Поширення і екологія
Strophurus congoo відомі з типової місцевості, розташованої приблизно за 17 км на південний схід від Петфорда на півночі Квінсленду. Вони живуть в евкаліптових рідколіссях. серед купин Triodia bitextura.